# مركز الأمير الوليد بن طلال للتفاهم الإسلامي المسيحي بجامعة جورج تاون
مركز الأمير الوليد بن طلال للتفاهم الأسلامي المسيحي هو معهد لحوار الأديان مقره في كلية الدراسات الأجنبية بجامعة جورجتاون في واشنطن العاصمة.
تأسس المعهد في جامعة جورج تاون في عام 1993 باسم مركز التفاهم الأسلامي المسيحي ومقره في كلية الدراسات الأجنبية.
في عام 2005 قدم الأمير السعودي ورجل الأعمال، الوليد بن طلال، 20 مليون دولار للمركز لتعزيز التفاهم بين الأديان ودراسة الإسلام والعالم الإسلامي، وكان هذا ثاني أكبر دعم مالي يحصل عليه المركز وقتها. تم إعادة تسمية المركز بأسمه تكريما له.
‌